# Mazzoleni
Mazzoleni [maʦːoˈleːni] è una frazione del comune bergamasco di Sant'Omobono Terme posta in altura rispetto al capoluogo.

## Storia
La località è un piccolo villaggio agricolo di antica origine, con atto del 30 agosto 1637 dominante civilmente sulla più elevata località di Falghera ed ecclesiasticamente sulla più avvallata Sant'Omobono.
Il paese annesse molti suoi vicini su ordine di Napoleone, tra cui Cepino e Valsecca, ma gli austriaci annullarono la decisione al loro arrivo nel 1815 con il Regno Lombardo-Veneto.
Dopo l'unità d'Italia il paese crebbe da novecento a più di milleduecento abitanti. Fu il fascismo a decidere la soppressione del comune riunendolo a Sant'Omobono Imagna.